# Alexander Dreymon
Alexander Dreymon, eigentlich Alexander Doetsch, (* 7. Februar 1983) ist ein deutscher Schauspieler. Seine bisher bekannteste Rolle ist die von Uthred von Bebbanburg in der Fernsehserie The Last Kingdom.

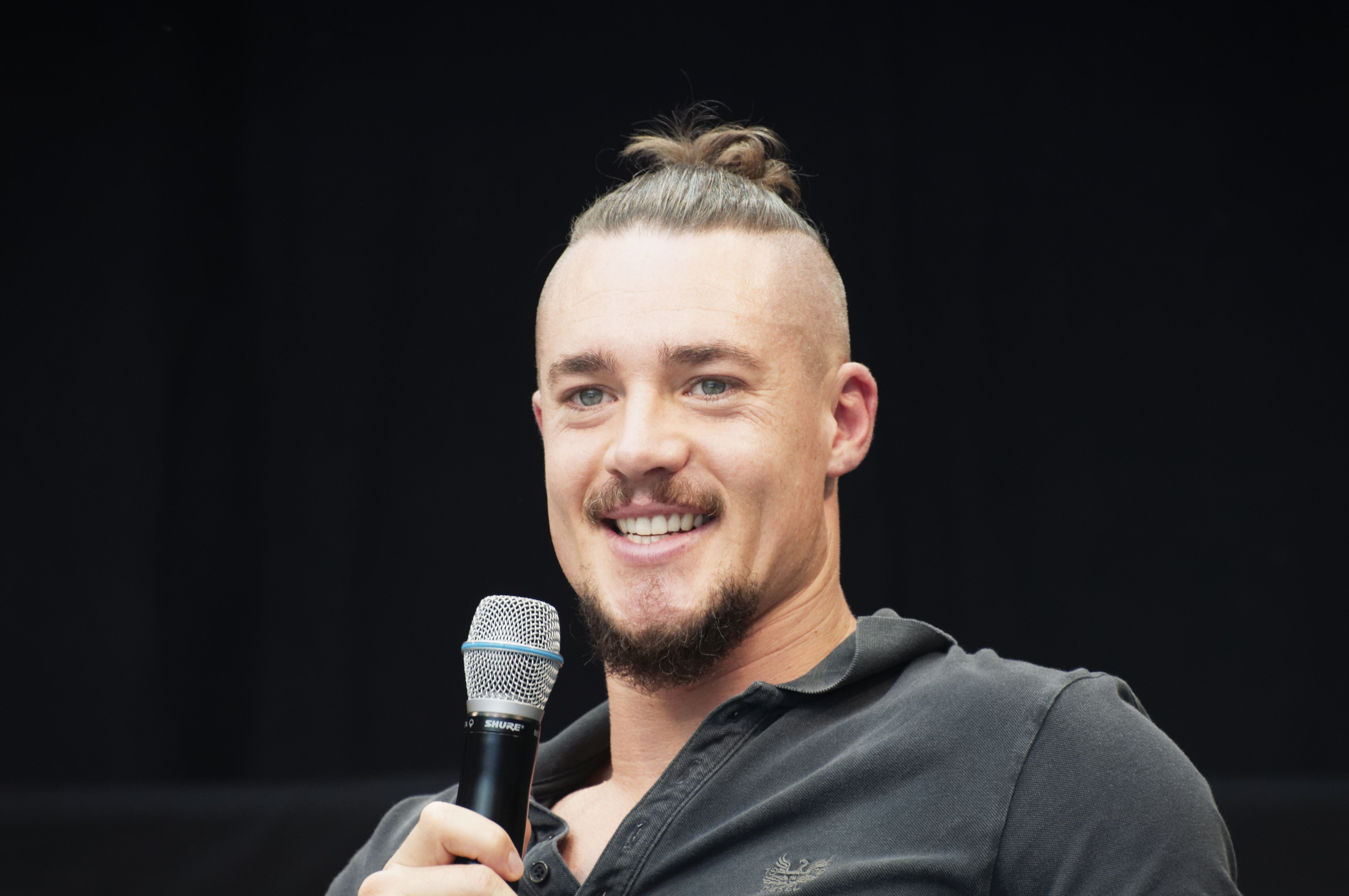
Alexander Dreymon auf der Comic Con Germany 2019

Weitere erwähnenswerte Rollen hatte er im Film Christopher und Heinz und in der Serie American Horror Story: Coven. Er spricht Deutsch, Englisch und Französisch fließend.

## Leben
Der Sohn einer Lehrerin wurde in Deutschland geboren und wuchs in den USA, Frankreich und der Schweiz auf. Er studierte drei Jahre am Drama Centre London des Central Saint Martins Colleges of Art and Design. Seit 2010 ist er als Schauspieler tätig.
Dreymon lernte die Schauspielerin Allison Williams bei Dreharbeiten zum Film Horizon Line kennen. Die beiden sind seit 2019 ein Paar. Ende 2021 kam der gemeinsame Sohn Arlo zur Welt.

## Filmografie
als Alexander Doetsch
- 2010: Ni reprise, ni échangée (Fernsehfilm)
- 2011: Christopher und Heinz – Eine Liebe in Berlin (Fernsehfilm)
- 2011: Sotto il vestito niente – L’ultima sfilata
- 2011: Resistance

als Alexander Dreymon
- 2011: Who’s Watching Who (Kurzfilm)
- 2013: American Horror Story (Fernsehserie)
- 2014: Blood Ransom
- 2015: The Test of Time (Kurzfilm)
- 2015–2022: The Last Kingdom (Fernsehserie, 46 Episoden)
- 2016: Guys Reading Poems
- 2018: Heartlock
- 2020: Horizon Line
- 2023: The Last Kingdom: Seven Kings Must Die